# Ölfusá
El Ölfusá es el río más caudaloso de Islandia. Se forma tras la unión de los ríos Hvítá y Sog, cerca de la ciudad de Selfoss, y fluye durante 25 kilómetros, hasta desembocar en el océano Atlántico. 